# Jean-Louis Hennequin
Pour les articles homonymes, voir Hennequin.
Jean-Louis Hennequin est un musicien français né le 12 mars 1960.

## Biographie
Jean-Louis Hennequin commence à étudier la musique à partir de l’âge de 6 ans. Après des études musicales classiques (5 Prix de Conservatoire) et une participation au sein de l'ensemble Les Percussions de Strasbourg, il obtient en 1984 le grand prix de l'Académie du Disque Français pour "Saxophones et Percussions" avec le groupe Noco Music[réf. souhaitée].
Il collabore en tant que musicien, réalisateur avec Barbara, Étienne Daho, Mylène Farmer,Bernard Lavilliers, Patrick Bruel, Julien Clerc, Johnny Hallyday, Liane Foly. Jean-Louis Hennequin est directeur musical sur les tournées de Nâdiya et de Lorie. Il compose également chansons et musiques de films et une symphonie “L’attente” (cocomposée avec Jean Batigne le fondateur des Percussions de Strasbourg) créée par l'orchestre National de Montpellier en 2004.
Il compose la chanson emblème de Ni Putes Ni Soumises écrite par Bouchera Azzouz et Mali Rochevive. Les albums de Khalis et de Mali Rochevive marquent sa volonté de produire de nouveaux artistes.
Il fut aussi dans les années 1990 le gérant de la sarl Calao qui vendait des instruments de musique électronique principalement les fameux samplers Akai.
Jean-Louis Hennequin a créé en 2004 Apaxxdesigns, qu'il dirige toujours aujourd'hui.